# Ipos
Ipos – w tradycji okultystycznej, dwudziesty drugi duch Goecji. Znany jest również pod imionami Ipes, Aiperos, Ajperos, Ayperos i Ayporos. By go przywołać i podporządkować, potrzebna jest jego pieczęć, która według Goecji powinna być zrobiona z cyny albo z miedzi i srebra zmieszanych w równych proporcjach.
Jest on hrabią i potężnym prałatem, a przez Collina de Plancy uważany również za księcia piekła, który rozporządza 36 legionami duchów.
Dzieli się wiedzą z przeszłości, teraźniejszości i przyszłości. Obdarza ludzi polotem i zuchwałością.
Ukazuje się pod postacią anioła, niekiedy też lwa, z głową i łapami gęsi oraz zajęczym ogonem, a czasami łączy obie postaci i tak mamy anioła z głową lwa, gęsimi stopami i zajęczym ogonem.